# Karl Friedrich Hensler

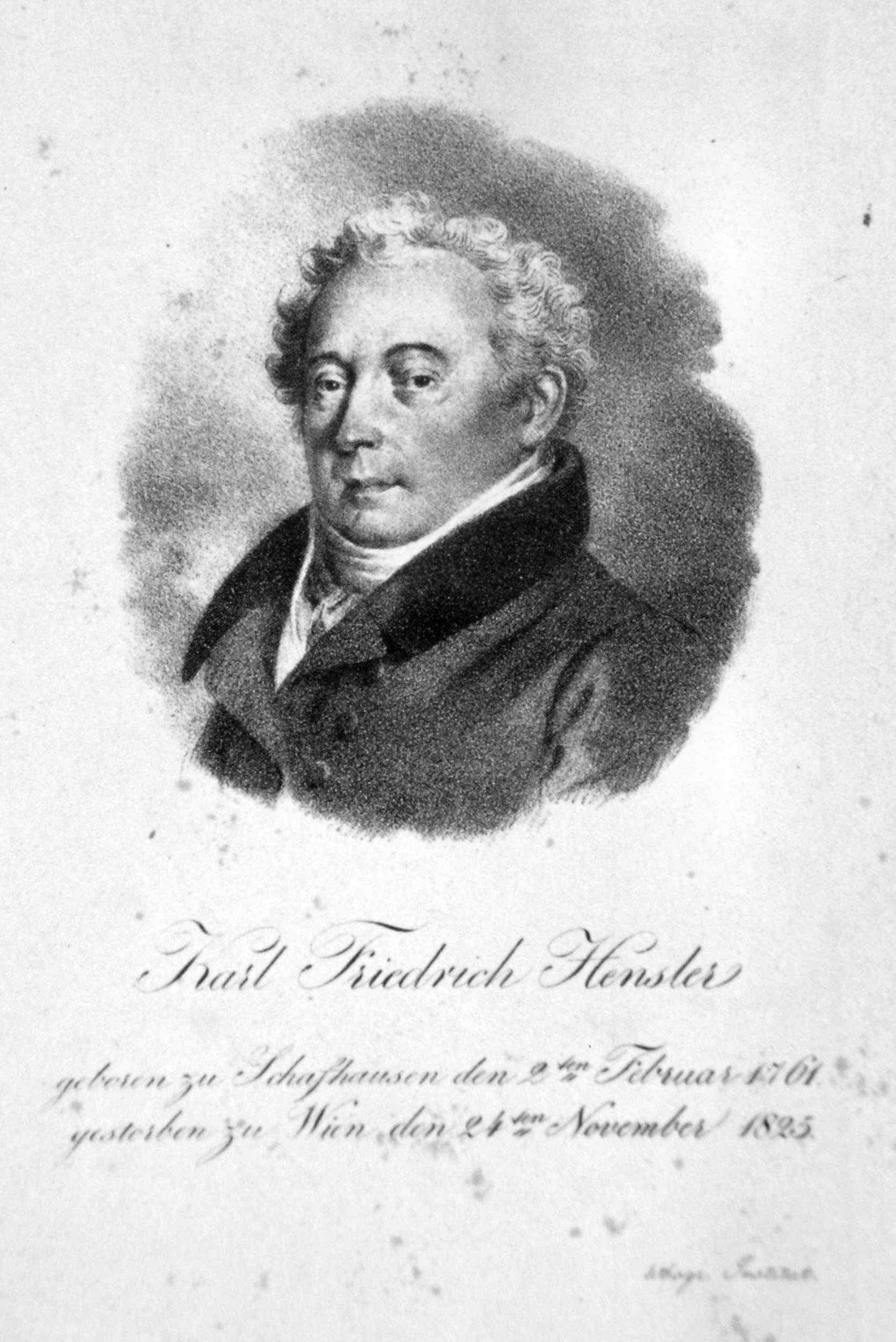
Karl Friedrich Hensler. Lithographie von Josef Lanzedelli d. Ä., ca. 1820

Karl Friedrich Hensler (auch Henseler) (* 1. Februar 1759 in Vaihingen an der Enz; † 24. November 1825 in Wien) war ein österreichischer Theaterdirektor und Theater-Schriftsteller des Alt-Wiener Volkstheaters.

## Leben
In den Jahren 1790 bis 1791 gab Hensler die Zeitschrift Marinellische Schaubühne heraus. 1813 erfüllte sich Hensler mit 54 Jahren den Traum vom eigenen Theater: Er wurde der Direktor am Theater an der Wien. Das Theater in der Josefstadt leitete er in den Jahren 1814 bis 1816 als Vize-Direktor und ab 1822 als Direktor.
Als das Theater im Mai 1822 abgerissen und anschließend durch einen Neubau ersetzt wurde, schrieb Carl Meisl zur feierlichen Eröffnung des neuen Josephstädter Theaters am 3. Oktober 1823 das Festspiel Die Weihe des Hauses. Für die Bühnenmusik konnte Hensler Beethoven gewinnen. Sie bestand aus der eigens zu diesem Anlass komponierten Ouvertüre Die Weihe des Hauses op. 124 und der Schauspielmusik Die Ruinen von Athen op. 113, zu der Beethoven zusätzlich den Chor Wo sich die Pulse jugendlich jagen WoO 98 verfasste und den Marsch mit Chor Schmückt die Altäre op. 113 Nr. 6 überarbeitete (op. 114). Wenngleich der Anschlagzettel verkündete, „Herr van Beethoven wird die Ehre haben, seine Musik selbst zu dirigiren“, lag die musikalische Leitung hauptsächlich in den Händen von Franz Gläser, den Beethoven sich „zur Assistenz“ gewünscht hatte.
Henslers eigenes literarisches Schaffen steht ganz in der Tradition des Alt-Wiener Volkstheaters (Wiener Kasperl- und Zauberoper). Einige seiner Werke wurden von Wenzel Müller vertont.
Im Jahre 1782 wurde er in die Neuwieder Freimaurerloge „Caroline zu den drei Pfauen“ aufgenommen. In Wien schloss er sich der Loge „Zu den drei Adlern“ an.
Im Alter von 66 Jahren starb Karl Friedrich Hensler am 24. November 1825 in Wien, seine Tochter Josepha von Scheidlin folgte ihm in der Direktion des Theaters in der Josefstadt.

## Werke
- Kaspar, der Schornsteinfeger (1791)
- Kasperl, der Besenbinder (1787)
- Das Petermännchen (1794)
- Der österreichische Soldat in Kehl. Ein Vorspiel in einem Aufzug (1797) (Digitalisat)
- Das Donauweibchen (1. Teil 1792; 2. Teil 1798)
- Die Nymphe der Donau I. (1803) [Das Donauweibchen, 3. Teil]
- Sophie Romani (1790)
- Die Teufelsmühle am Wienerberg (1799)
- Die Waffenruhe in Thüringen (1802)[4]